# Boca do Monte (district de Santa Maria)
Boca do Monte est l'un des dix districts dans lesquels se divise la ville brésilienne de Santa Maria, dans l'État du Rio Grande do Sul.

## Limites
| Sede São Valentim Pains Arroio Grande Arroio do Só Passo do Verde Boca do Monte Palma Santa Flora Santo Antão |

Limitée aux districts de Santo Antão, São Valentim e Sede, et, les municipalités de São Martinho da Serra, São Pedro do Sul e Dilermando de Aguiar.

## Quartiers
Le district est divisé en quartiers suivants:
1. Boca do Monte